# Knockonwood
Knockonwood, född 12 september 2020, är en fransk varmblodig travhäst som tränas av sin ägare Philippe Allaire och körs av David Thomain.
Knockonwood började tävla 2022 och inledde med tre raka vinster. Han har hittills sprungit in 98360 euro på 8 starter, varav 3 segrar och 2 andraplatser samt 1 tredjeplats. Karriärens hittills största seger har kommit i Prix Phaedra (2022).
Han har även segrat i Prix de Carnac (2022) och Prix des Geraniums (2022) och kommit på andraplats i Prix Timoko (2022) och Prix de Rome (2023) samt på tredjeplats i Prix Louis Cauchois (2022).
Han galoppera dock bort sig i det största tvååringsloppet för hingstar Prix Emmanuel Margouty som vanns av Kamehameha.

## Statistik
| Statistik för Knockonwood (Ref.) | Statistik för Knockonwood (Ref.) | Statistik för Knockonwood (Ref.) | Statistik för Knockonwood (Ref.) | Statistik för Knockonwood (Ref.) | Statistik för Knockonwood (Ref.) |
| -------------------------------- | -------------------------------- | -------------------------------- | -------------------------------- | -------------------------------- | -------------------------------- |
| Starter                          | Placeringar                      | Startprissumma                   | Segerprocent                     | Platsprocent                     | Rekord                           |
| 8                                | 3-2-1                            | 98 360 euro                      | 38 %                             | 75 %                             | 1.12,7ak,                        |

### Starter
| Nr | Datum            | Lopp                   | Bana      | Kusk               | Tid     | Distans | Plac. | Vinstbelopp |
| -- | ---------------- | ---------------------- | --------- | ------------------ | ------- | ------- | ----- | ----------- |
| -  | 22 juni 2022     | Kvallopp               | Caen      | David Thomain      | 1.18,8a | 2 140 m | gdk   | 0 euro      |
| 1  | 3 augusti 2022   | Prix de Carnac         | Enghien   | David Thomain      | 1.17,3a | 2150 m  | 1     | 14 400 euro |
| 2  | 6 september 2022 | Prix des Geraniums     | Vincennes | David Thomain      | 1.13,5a | 2 100 m | 1     | 18 900 euro |
| 3  | 4 oktober 2022   | Prix Phaedra           | Vincennes | David Thomain      | 1.13,9a | 2 175 m | 1     | 22 500 euro |
| 4  | 21 oktober 2022  | Prix Louis Cauchois    | Vincennes | David Thomain      | 1.15,3a | 2 200 m | 3     | 7 560 euro  |
| 5  | 16 november 2022 | Prix Roger Massue      | Craignes  | David Thomain      | Da      | 2 725 m | Da    | 0 euro      |
| 6  | 26 november 2022 | Prix Timoko            | Vincennes | David Thomain      | 1.15,2a | 2 200 m | 2     | 15 000 euro |
| 7  | 17 december 2022 | Prix Emmanuel Margouty | Vincennes | Alexandre Abrivard | Da      | 2 700 m | Da    | 0 euro      |
| 8  | 8 juli 2023      | Prix de Rome           | Enghien   | Franck Nivard      | 1.12,7a | 2 150 m | 2     | 20 000 euro |

## Stamtavla
| Efter Ready Cash    | Indy de Vive    | Viking's Way       | Mickey Viking      |
| Efter Ready Cash    | Indy de Vive    | Viking's Way       | Josubie            |
| Efter Ready Cash    | Indy de Vive    | Tekiflore          | Kepi Vert          |
| Efter Ready Cash    | Indy de Vive    | Tekiflore          | Morgaflore         |
| Efter Ready Cash    | Kidea           | Extreme Dream      | Quito de Talonay   |
| Efter Ready Cash    | Kidea           | Extreme Dream      | Tahitienne         |
| Efter Ready Cash    | Kidea           | Doceanide du Lilas | Workaholic         |
| Efter Ready Cash    | Kidea           | Doceanide du Lilas | Oceanide           |
| Undan Don't Explain | Prodigious      | Goetnals Wood      | And Arifant        |
| Undan Don't Explain | Prodigious      | Goetnals Wood      | Tahitienne         |
| Undan Don't Explain | Prodigious      | Imagine d-Odyssee  | Buvetier d'Aunou   |
| Undan Don't Explain | Prodigious      | Imagine d-Odyssee  | Battante d'Odyssee |
| Undan Don't Explain | Quarmen du Gite | Coktail Jet        | Quouky Williams    |
| Undan Don't Explain | Quarmen du Gite | Coktail Jet        | Armbro Glamour     |
| Undan Don't Explain | Quarmen du Gite | Bauxite Bocain     | Granith (H.N.)     |
| Undan Don't Explain | Quarmen du Gite | Bauxite Bocain     | Ijika              |